# しゃかりき!ようへい商店
しゃかりき!ようへい商店（しゃかりき!ようへいしょうてん）は、STVラジオで放送されているラジオ番組。

## 概要
2016年4月3日に終了した『Yo!Hey!サンデー!』のコンセプトをほぼ引き継いで始まったようへい一人の番組。毎週月曜20:00 - 21:00の録音番組で放送前日の日曜午後に収録。番組を商店に例えており、放送開始を「開店」、放送終了を「閉店」と称している。スピンオフとして「太陽系第13惑星」（STVラジオ本放送番組）、「ようへい商店バックヤード」（ラジオクラウドオリジナルコンテンツ）がある。
開始当初は一部コーナーおよび年始初回の放送を除きSTVラジオ第1スタジオから2時間の生放送だが北海道日本ハムファイターズ戦の中継がある場合は放送休止となる。また、特別番組など編成上の都合で30分 - 1時間程度短縮放送となることもある。

## 主なコーナー
- 開店準備中（オープニングコント）

番組開始直後の5分間、店主役のようへいと「番頭」および「店員」（制作スタッフの「看板娘」）が、「ようへい商店」で繰り広げるドタバタ風のミニコントをする。このコーナーは、ようへいが脚本を毎週書き下ろして事前収録をしている。NGを連発した場合や、オチが決められない場合は、放送ギリギリまで収録・編集をしていることがあるという。
- クイズタイムセール

札幌近辺の通行人に、袋の中に入っているものを手で触ってそれが何か当てる、ある特定の人物について印象を話してもらう、都道府県の形を当てる、難しい読みの漢字を見てもらい、それが何のことかを当てるリスナー参加型コーナー。パートが3段階に分かれており、難易度が高→中→低となるように編集されている。
- 今日のNisshoじかん

ゲストが予定されている場合はこの時間帯に登場する。
- お悩み相談室（不定期）
- ようへいの一作入魂

ようへいが見た高評価の映画作品を紹介する。
- 経営戦略室

ようへいが読んだ書籍を紹介する。紹介した書籍はリスナープレゼントされる。
- ツイキャス連動！ようへいの今夜も限界突破！

このコーナーのみラジオ本放送とツイキャスで同時放送。ディレクターの指示を受けたようへいが、難題にチャレンジするコーナー。
2018年3月までは「ニコ生連動!ようへいがやってみた」というコーナーだった。ニコ生のシステムが不調となることが頻発したためツイキャスに移行した。
- 主なチャレンジ
  - 利きミネラルウォーター
  - ピンポン射的（2016年10月10日）
  - ピンポンボウリング（2016年10月17日）
  - メトロノーム（2016年10月24日）
  - アップルボビング（2016年10月31日）
  - ペットボトルカズー（2016年11月7日）

- イッツ・ア・スモール・ワールド（不定期）

リスナーの小心エピソードを紹介するコーナー。
- ワンダーワールド

Yo!Hey!サンデー!から継続。都市伝説・不可思議現象・歴史ミステリーなど、ようへいが気になる不思議な話題に迫る。
その他、天気予報、日本道路交通情報センターからではなく、ようへいが読み上げる交通情報が挟まれる。

## 太陽系第13惑星
本編放送後に収録されるポッドキャスト限定のオリジナル番組として2013年3月24日より配信開始し、以後ほぼ毎週配信、2020年7月から2025年3月まではラジオでの放送も行われた。Yo!Hey!サンデー!放送時から継続。当初は、長時間の生放送を終えたようへいのクールダウンタイムとして、担当ディレクターがメインで喋るコンセプトだったが、すぐにそのコンセプトは薄れてしまった。番組内容は、ようへいと担当ディレクターが、番組の裏話、スタッフの話、テレビゲーム、映画、書籍、競馬、アニメ、体調の話、身近な出来事、リスナー投稿、番組内では「確変」と称するダジャレ、冗句など、毎回約40分 - 1時間程度ノンストップでしゃべり続けるが10 - 20分程度で終わる回もある。
主にSTVラジオ第4スタジオで収録し、原則としてそのまま撮って出しで放送当日に公開される。但し、個人名、個人の電話番号、際どい下ネタ等の放送に適さない部分など、内容によっては一部がメロディで修正されることがある。
出演者はようへいと担当ディレクターがメインだが、回によっては同僚スタッフ（米坂D、奥山D、山口Dなど）やSTVアナウンサー（松原江里佳（元STVアナウンサー）が電話およびスタジオ出演することもあったが大人の都合でスタジオ内にいても発言しないことがあった。スタジオのほか、富良野や釧路で公開収録を行なったり、ようへいの自家用車内や、公開放送時に宿泊したホテルの客室で収録したこともある。
人事異動等で本放送のディレクターが交代すると、ようへいのお相手も交代になる。これまでの担当は、村上D（2013年3月24日 - 2016年6月25日配信分）→浅水D（兼P。2016年7月4日 - 2016年9月19日配信分）→山口D（2016年10月3日配信分 - 現在に至る）。
ようへい本人によると、このpodcastの出演料はノーギャラである。そのため制作費も限りなくゼロに近いが、かつてSTVラジオの社長賞を受賞したことがあるため「燃費の良い番組」と言われている。
STVラジオの都合により、配信開始 - 2017年6月配信分までのPodcastは現在は聴取できなくなっている。2017年10月よりラジオクラウドでの配信に移行した。2020年6月28日（日）配信をもって一旦終了。
2020年7月5日（日）より、配信開始8年目にしてSTVラジオ本放送でレギュラー番組となる（毎週日曜日 7:30 - 7:45放送）。ようへいのお相手は、このオリジナル番組を立ち上げた村上プロデューサーが務める。収録の模様はYouTubeチャンネル「太陽系第13惑星」でも閲覧することができる。主に言葉遊びなど頭を使う雑談を繰り広げる。ラジオ本放送よりもYouTubeやラジオクラウドのほうが再生時間が長いのが特徴。2025年3月30日をもって放送終了となり翌週より引き続きようへいをパーソナリティに「ようへいの時短ブッククラブ」を開始。
2021年10月には、村上ディレクターと山口ディレクターのみ出演する「13ヤード」を2日連続でラジオクラウドで配信した。
2021年11月より、STVラジオの体制変更にともない、ラジオクラウドのほか、PodcastやSpotifyでも聴取できるようになった。
ようへいの落語家時代の兄弟子である桂枝太郎が、年数回程度、電話で友情出演することがある。
オープニング・エンディングBGMは、Nash Music Libraryの「膨張する宇宙」（NSF-389-15）、放送に適さない際のメロディは「星吹雪」（NSF-389-01）を使用している。
- 2013年12月30日（月）および31日（火）に「太陽系第13惑星「あ」「うん」」と題した30分の特別番組をSTVラジオで提供スポンサーありで放送した。
- 2016年12月29日（木）および30日（金）の14時30分から、「ようへい商店年末特番　太陽系第13惑星　陰・陽」と題した30分の特別番組をSTVラジオで提供スポンサーありで放送した。
- 2017年12月29日（金）14:00 - 15:00に「ようへい商店年末特番　太陽系第13惑星」と題した1時間の特別番組をSTVラジオで4社提供スポンサーありで放送した。
- 2018年12月30日（日）16:00 - 17:00に「ようへい商店年末特番　太陽系第13惑星」と題した1時間の特別番組をSTVラジオで4社提供スポンサーありで放送した。内容は過去の「開店準備中」の名作集であった。
- 2019年12月30日（月）14:00 - 15:00に「ようへい商店年末特番　太陽系第13惑星」と題した1時間の特別番組をSTVラジオで4社提供スポンサーありて放送した。
- 2021年1月3日（日）15:30 - 16:00に「太陽系第13惑星　お正月スペシャル　〜いろは〜」と題した30分の特別番組をSTVラジオ本放送で2社提供スポンサーありで放送した。
- 2021年12月29日（水）18:30 - 19:00に「太陽系第13惑星 年忘れスペシャル 〜気分上々ようへい宝船〜」と題した30分の特別番組をSTVラジオで3社提供スポンサーありで放送した。

## ようへい商店バックヤード
前出の「太陽系第13惑星」が、2020年7月5日からSTVラジオの本放送でレギュラー番組化したことに伴い、2020年7月より名称を変更・リニューアルした。主に、ゲーム、漫画、アニメ、映画、競馬などのエンタメ関係の雑談を繰り広げる。ようへいのお相手は山口Dが務める。本放送終了直後にラジオクラウドで聴取できる。

## 延長戦
聴取率調査期間を中心に、放送に収まらなかった部分を、動画（YouTubeのSTVラジオチャンネル）で配信している。

## 出演者
- ようへい（本名：堀川陽平）

番組内では「オーナー」と呼ばれる。
ゲスト
- 前川清

2016年4月4日放送分でスタジオ生出演
2016年9月5日放送分で収録による出演
2017年6月5日放送分で電話出演
- 宮本浩次（エレファントカシマシ）

2017年5月1日放送分で収録による出演
- 堂島孝平

その他、スポンサー企業の社員、観光関係の自治体職員、札幌近辺の飲食店店主、道内出身のアーティスト、ようへいと馴染みのある一般人が不定期で出演することがある。

## テーマ曲・BGM
開店準備中（オープニングコント）
Andy Heath & Paul Edward Bishop『Horsin' Around』（収録アルバム：Cartoon Tunes (YT017) の8曲目）
オープニングテーマ曲
Laurence Cottle『Swinging By』（収録アルバム：Big Band Bonanza (BR468) の2曲目）
ようへい商店 Nisshoケース
タイトルコール、提供
三澤康広『元気ハツラツ』（収録アルバム：上野さんは不器用 オリジナル・サウンドトラック の39曲目）
コーナー本編
變調薩克斯風『First Love』（収録アルバム：變調薩克斯風3 の1曲目）
なかなか熱いぞ！中空知
菅野祐悟『学校にて...』（収録アルバム：D.C. 〜ダ・カーポ〜オリジナルサウンドトラック Vol.1 AMOROSO の10曲目）
ようへいのワンダーワールド
タイトルコール
オアシス『ワンダーウォール』
コーナー本編
マーク・スノウ『マテリア・プリモリス: Xファイルのテーマ（メインタイトル）』
ようへい商店 問答倶楽部
三澤康広『科学部の活動』（収録アルバム：上野さんは不器用 オリジナル・サウンドトラック の3曲目）
ようへい商店 経営戦略室
コーナーオープニング（タイトルコール・提供）、コーナー本編の一部
Jan Liesefeld『Find a Way』（収録アルバム：Roads & Rivers の18曲目）
書籍紹介時
Nicholas Denis Kail『Round In Circles』（収録アルバム：Guitar Tunes (YT001) の2曲目）
エンディングテーマ曲
Andy Heath & Paul Edward Bishop『March Of The Animals』（収録アルバム：Cartoon Tunes (YT017) の3曲目）
ジングル
THE武田組『また来てよな』

## スタッフ
- 山口苑大

2016年10月3日放送分より、番組のディレクターを担当。ラジオクラウドコンテンツ「ようへい商店バックヤード」（2020年6月までは「太陽系第13惑星」）にも登場し、ようへいのトークの相手役を務める。
番組内では「番頭」と呼ばれ、一部のコーナーでは出演もしている。大きく明るい笑い声が特徴的。他の番組では「きょーち」「チョッパー」のあだ名でも呼ばれる。
これまでに「ときめきワイド」「ようこそ!洋二の部屋」「Yo!Hey!サンデー!」「工藤じゅんきの十人十色」「しろっぷのイイ加減にしろっぷ」「藤井孝太郎のログイン!よる☆PA」「まるごと!エンタメ〜ション」「北海道ライブ あさミミ!」などの番組を担当したことがある。
1989年3月生まれ、北海道名寄市出身。札幌大学卒業。ラジオ番組制作会社所属。アニメ、マンガ、映画、音楽、競馬、ゲーム、キャンプ、バイクなど多趣味。
- 村上安昌

番組の元メインディレクターで、現プロデューサー。太陽系第13惑星ではようへいの相手役も務める。特技は外郎売り暗誦、絶対音感、ピアノ、即興サザエさん。好物はコーヒー牛乳、味噌ラーメン（大盛）。学生時代から放送業界を志し、技術アルバイトを経て、STVラジオに入社。STV内の人事異動により、2016年6月20日の放送で番組を卒業。STVテレビに出向しスポーツ局に勤務。2019年にSTVラジオに復帰し、土日班・野球班の責任者として「ひちょりのWA!!」「吉川のりおスーパーLIVE」「STVファイターズLIVE」などのプロデューサーに就任。
- 看板娘

主に番組の庶務を担当している。

### かつてのスタッフ
- 坂本

STVラジオのアルバイトスタッフ。現役の大学生。英語が得意。番組内では「番頭見習い」と呼ばれる。2016年10月より、番組内コーナー「クイズタイムセール」において街頭インタビュー収録、「ようへいがやってみた」コーナーのアシスタント、番組podcast「太陽系第13惑星」のミキサーと録音を担当。「延長戦」にも出演する。オーストラリアへの短期留学のため2017年3月6日および13日放送分は欠勤した。あだ名は「サカケン」。2018年9月24日の放送で番組を卒業し、一般企業に就職した。
- 浅水芳樹

番組の前プロデューサー。ディレクターとしては2016年7月4日放送分から2016年9月19日放送分まで担当し、2016年10月3日放送分から2017年6月26日放送分まではプロデューサー（番組内ではCEOと呼ばれている）専任となる。
番組podcast「太陽系第13惑星」にも登場し、ようへいのトークの相手役を務めた。プロデューサーを担当した期間は、業務に専念したため番組には原則として出演しないが、まれに番組本編および「太陽系第13惑星」で見切れ出演することがあった。他にはYouTube公開用の動画撮影と編集係や、番組公式Twitter用の写真撮影係も務めた。
これまでに、「プロ野球中継」を長く担当し、その他に「渋谷もなみのぞっこん!ファイターズ」「八木菜摘のいろはにニッポン!」「日高晤郞ショー」内コーナー「さっぽろ散歩」、「マッスルナイト」などのディレクターや、「Yo!Hey!サンデー!」のプロデューサーを務めたことがある。1977年生まれ、秋田県出身。大学進学を機に北海道に移住。北海道大学の理系学部に進学するも、在学可能年数超過のため除籍。ファミリーコンピュータやPCエンジンなど古いゲームから最新機種までのあらゆるテレビゲーム、マンガが大好き。ようへいによると、容姿は内村光良に似ているという。

## ファイターズ戦中継に伴う休止
- 放送のある月曜日夜に、北海道日本ハムファイターズの試合があり、試合の模様を中継する場合は、番組は休止となることがある。
  - 2016年6月27日は、対西武戦中継のため、番組休止。
  - 2016年7月11日は、対オリックス戦中継のため番組休止。
  - 2016年7月18日は、対楽天戦中継のため2週連続で番組休止。
  - 2016年9月26日は、プロ野球中継のため番組休止。
  - 2017年7月3日、7月10日、7月31日、8月14日はファイターズ戦中継のため番組休止。
- 放送時間の変更履歴は以下の通り。
  - 2017年1月2日の放送は事前収録（2016年12月19日と26日に収録）で、放送時間を18:00 - 20:00に変更して放送。
  - 2017年3月20日の放送は、19:00からの特別番組のため、17:57 - 19:00までの短縮放送。
  - 2017年4月3日の放送は、19:30からの特別編成のため、17:57 - 19:30の短縮放送。
  - 2017年5月15日の放送は、19:30からの特別編成のため、17:57 - 19:30の短縮放送。

## 放送時間
- 毎週月曜日 20:00 - 21:00（2019年4月1日 - ） 事前録音

### かつての放送時間
- 毎週月曜日 17:57 - 20:00（2016年4月4日 - 2018年9月24日） 生放送
- 毎週月曜日 17:55 - 20:00（2018年10月8日 - 2018年12月31日） 生放送
- 毎週月曜日 17:55 - 19:55（2019年1月7日 - 2019年3月25日） 生放送